# Azelfafage
Azelfafage ist der Eigenname des Sterns Pi1 Cygni (π1 Cyg) im Sternbild  Schwan. Er besitzt eine scheinbare Helligkeit von 4,7 mag und ist etwa 1725 Lichtjahre entfernt.
Es handelt sich bei Azelfafage um einen spektroskopischen Doppelstern mit einem blau-weißen Unterriesen als Hauptkomponente, der eine 6-fache Masse, 10-fachen Durchmesser und 6800-fache Leuchtkraft der Sonne besitzt. Seine effektive Oberflächentemperatur liegt bei 13900 K. Er wird in 26,3 Tagen von einem schwächeren, nicht direkt beobachtbaren Stern umkreist.
Azelfafage bewegt sich für Beobachter auf der Erde mit einer Eigenbewegung von etwa 6 Millibogensekunden/Jahr über den Himmel. Bei seiner Entfernung entspricht dies einer Geschwindigkeit von etwa 14 km/s, während er sich zusätzlich mit einer Geschwindigkeit von 8 km/s auf uns zu bewegt. Im Raum bewegt sich der Stern demnach mit einer Geschwindigkeit von etwa 16 km/s relativ zu unserer Sonne.
Der Name geht auf ein nicht klar überliefertes arabisches Wort zurück, wobei man je nach Quelle als Bedeutung السلحفاة / as-sulaḥfāt / ‚die Schildkröte‘, ظلف الفرس / ẓilf al-faras / ‚der Pferdehuf‘ oder أصل الدجاجة / aṣl ad-daǧāǧa / ‚Ursprung der Henne‘ vermutet. Nach dem „IAU Catalog of Star Names“ der Working Group on Star Names (WGSN) der  IAU zur Standardisierung von Sternnamen wurde im Jahr 2016 dem Stern π1 Cygni offiziell der Name „Azelfafage“ zugewiesen.
Der mit 4,2 mag geringfügig hellere Stern Pi2 Cygni (π2 Cyg, 81 Cyg) steht etwa 2° südlich von Azelfafage. Etwas weiter südwestlich von Azelfafage liegt der offene Sternhaufen M 39 mit einer Gesamthelligkeit von etwa 4,6 mag.

## Wissenschaftliche Auswertung
In einer Untersuchung wurde festgestellt, dass sich die Dunkelwolke Barnard 164 möglicherweise im gleichen Abstand zu uns wie der benachbarte Stern Pi1 Cygni befindet, der vor Kurzem begonnen haben könnte, diese Wolke durch Aufheizung oder erhöhten Strahlungsdruck an einer Seite zu komprimieren.